# Стив Байн
Стив Байн (на английски: Steve Bein) е американски философ, преподавател, преводач и писател на произведения в жанра фентъзи.

## Биография и творчество
Роден е на 3 август 1973 г. Оук Парк, Илинойс, САЩ, в семейството на Бил Байн и Кати Хенсън. Завършва през 1995 г. с бакалавърска степен Източния университет на Илинойс, Чарлстън, през 1997 г. с магистърска степен по изкуства от Университета Хавай Маноа, Хонолулу. След дипломирането си в периода 2000 – 2004 г. е асистент и преподавател в Университета Хавай Маноа, а през 2005 г. получава докторска степен по сравнителна философия от университета на тема „Състрадание и морални напътствия“.
В периода 2004 – 2013 г. е преподавател в Техническия колеж на Минесота, в периода 2011 – 2014 г. е гостуващ професор по азиатска философия и история в Държавния университет на Ню Йорк, а от 2014 г. е преподавател по азиатска философия в Държавния университет на Тексас и в Университета в Дейтън.
Първият му разказ, „Beautiful Singer“, е публикуван през 2003 г.
През 2012 г. е публикуван първият му роман „Дъщерята на меча“ от поредицата фентъзи трилъри „Съдбовните остриета“. Главната героиня е детектив сержант Марико Оширо, която е отраснала в САЩ, и работи в токийската полиция. Работата ѝ я среща с тайнствения свят на убийците на якудза, древни легенди и магически оръжия, въвлича я във войната на старите идеали и новите ценности под неоновите светлини на свръхмодерните мегаполиси.
Стив Байн е член на Американската философска асоциация и Асоциацията на писателите на научна фантастика и фентъзи. Обича катеренето, гмуркането, велосипедизма и пътешествията. Изучава бойни изкуства и има два черни колана. През живота си е тренирал 25 вида бойни изкуства, а в днешни дни се е завърнал към изучаването на бразилско джиуджицу.
Стив Байн живее с партньорката си от 17 години, Мишел, в Дейтън.

## Произведения

### Серия „Съдбовните остриета“ (Fated Blades)
1. Daughter of the Sword (2012)
Дъщерята на меча, изд.: Сиела, София (2014), прев. Мирела Стефанова
2. Year of the Demon (2013)
Годината на демона, изд.: Сиела, София (2015), прев. Мирела Стефанова
3. Disciple of the Wind (2015)

новели в света на „Съдбовните остриета“
- Only A Shadow (2012)
- Streaming Dawn (2015)

### Разкази
- Beautiful Singer (2003)
- Data Cide (2006)
- Odin's Spear (2007)
- The Most Important Thing in the World (2011)